# Emilie Gassin
Pour les articles homonymes, voir Gassin (homonymie).
Emilie Gassin est une auteur-compositrice-interprète et musicienne australienne, née le 17 mars 1988 à Melbourne. Elle a également été joueuse de football dans sa jeunesse.

## Biographie
Née en Australie, Emilie Gassin découvre le football en Angleterre quand elle y vit vers l'âge de dix ans. Elle retourne en Australie où elle joue pendant plusieurs années avant d'arriver en France à l'âge de seize ans à la suite d'une mutation de son père. Elle joue dans l'équipe de football du Paris Saint-Germain entre 2004 et 2006 au poste d'attaquant.
Elle retourne ensuite en Australie, faire des études en arts plastiques à l'université de Melbourne. Elle décide ensuite de se consacrer à la musique et commence sa carrière en sortant plusieurs disques auto-produits. Le label indépendant français Coolangatta Music signe avec elle en 2010.
Entre 2010 et 2017, elle donne de nombreux concerts et premières parties dont celles de Ayọ, Benabar, Christophe Maé, Renan Luce ou encore Robin Thicke ou Vianney, et se fait de plus en plus remarquer par le public français.
Elle participe aux Beirut Jam Sessions (en), et en 2014, à deux titres de la bande originale du film Sous les jupes des filles composée par Imany.
Son premier album, Curiosity, sort le 30 mars 2015.
Elle travaille depuis 2015 en tant que compositrice de musique de film et prépare un deuxième album sous le nom de groupe E.B, avec son collègue et compagnon Ben Violet.

## Style et influences
Sa musique est décrite[Par qui ?] comme un mélange de pop acoustique, de folk et de soul.

## Discographie

### Album
- 2015 : Curiosity [3]

## Filmographie
Sauf indication contraire, les informations mentionnées dans cette section peuvent être confirmées par la base de données cinématographiques IMDb,  présente dans la section « Liens externes ».
- 2014 : Sous les Jupes des Filles - interprète des chansons Dropped Down et Try Again
- 2015 : Deux au Carré - interprète des chansons
- 2015 : Un Homme à la Hauteur [4]- chansons originales du film
- 2016 : Faut pas lui dire[4] - bande originale avec Ben Violet
- 2020 : Adorables[4] - bande originale avec Ben Violet
- 2025 : Toutes pour une de Houda Benyamina - bande originale avec Ben Violet
- 2025 : Tout le Bleu du Ciel de Maurice Barthelemy - bande originale avec Ben Violet

## Télévision
- 2014 - Tidsrejsen[4] (série danoise) - interprète
- 2017 - Petit Poilu - musique originale avec Ben Violet
- 2017 - Demain nous appartient[5] - musique originale avec Ben Violet et Matthieu Gonet
- 2020 - Ici tout commence[5] - musique originale avec Ben Violet et Matthieu Gonet
- 2020 - Kid Lucky (série animée télévisée) - musique originale avec Ben Violet